# Махакали (зона Непала)
Махакали (непальск.  महाकाली अञ्चल) — зона (административная единица) на крайнем западе Непала. Входит в состав Дальнезападного региона страны. Административный центр — город Бхимдатта.

## Население
Население по данным переписи 2011 года составляет 977 514 человек; по данным переписи 2001 года оно насчитывало 860 475 человек. Население зоны говорит на различных диалектах языка кумаони, который относится к центральной группе языков пахари.

## География
Площадь зоны составляет 6989 км². Граничит с зоной Сетхи (на востоке), с Тибетским автономным районом Китая (на севере), а также с индийскими штатами Уттаракханд (на западе) и Уттар-Прадеш (на юге). Зона протянулась вдоль западной границы Непала с Индией, которая проходит по реке Кали (от названия реки и происходит название зоны). Данная граница была установлена по реке Кали в результате Сугаульского договора между Британской Ост-Индской компанией и Непальским королевством, который был подписан 2 декабря 1815 года и ратифицирован 4 марта 1816 года.
Благодаря меридиональному простиранию, на сравнительно небольшой территории зоны расположены несколько физико-географических регионов. Так, на севере зоны находятся хребты Гилалаев, в центральной части — внутренние Тераи, а на юге — внешние Тераи.

## Административное деление
Зона подразделяется на 4 района:
- Байтади
- Даделдхура
- Дарчула
- Канчанпур